# Uralski Okręg Wojsk Gwardii Narodowej Federacji Rosyjskiej
Uralski Okręg Wojsk Gwardii Narodowej Federacji Rosyjskiej – operacyjno‑terytorialne zgrupowanie wojsk Gwardii Narodowej, jednostka wojskowo‑administracyjna wojsk Gwardii Narodowej Federacji Rosyjskiej, tworzona w celu realizacji powierzonych im zadań.
Okręg odpowiada właściwemu okręgowi federalnemu i znajduje się w bezpośredniej dyspozycji pełnomocnika prezydenta (który stoi na jego czele); siedziba - Jekaterynburg. Wewnątrz okręgu funkcjonują zarządy lokalne (republikańskie, obwodowe, zarządy oddziałów), pokrywające się strukturalnie z podziałem administracyjnym Federacji Rosyjskiej. Jednostki Rosgwardii wzmacniają terytorialne oddziały struktur ochrony pozaresortowej; na szczeblu okręgów i podmiotów Federacji Rosyjskiej są one kierowane przez zarządy, na niższych szczeblach – przez oddziały. 